# فيل ويلسون (سياسي)
فيل ويلسون (بالإنجليزية: Phil Wilson)‏ هو سياسي بريطاني، ولد في 31 مايو 1959 في درم في المملكة المتحدة. حزبياً، نشط في حزب العمال.

## مناصب
- في 2007 Sedgefield by-election [الإنجليزية]‏، انتخب عضو برلمان المملكة المتحدة الـ54 عن دائرة سيجفيلد وقد انضم خلال فترته النيابية ‏ (20 يوليو 2007 – 12 أبريل 2010) للكتلة البرلمانية حزب العمال.
- في انتخابات المملكة المتحدة لعام 2010، انتخب عضو برلمان المملكة المتحدة الـ55 عن دائرة سيجفيلد وقد انضم خلال فترته النيابية ‏ (6 مايو 2010 – 30 مارس 2015) للكتلة البرلمانية حزب العمال.
- في الانتخابات العامة في المملكة المتحدة 2015، انتخب عضو برلمان المملكة المتحدة الـ56 عن دائرة سيجفيلد وقد انضم خلال فترته النيابية ‏ (8 مايو 2015 – 3 مايو 2017) للكتلة البرلمانية حزب العمال.
- في الانتخابات التشريعية البريطانية 2017، انتخب عضو برلمان المملكة المتحدة الـ57 عن دائرة سيجفيلد وقد انضم خلال فترته النيابية ‏ (8 يونيو 2017 – ) للكتلة البرلمانية حزب العمال.